# Julian Key
Julian Key, né Julien Keymolen à Zaventem (Belgique), le 7 mai 1930, où il meurt le 1er novembre 1999, est un affichiste belge.

## Biographie
Formé au Hogeschool Sint-Lukas de Bruxelles, Julian Key est l’un des principaux affichistes belges de la deuxième moitié du XXe siècle.
En 1945, à l'âge de quinze ans, il commence à travailler chez le peintre Félix Tuyaerts (qui deviendra par la suite son beau-frère). En 1948, à l'âge de 18 ans, il entre à l'agence de publicité Vanypeco (Bruxelles), rejoint l'équipe créative et en devient le directeur artistique. En 1954, il gagne le 3e prix du « Grand Concours d'art publicitaire » organisé par l'Agence Rossel. 1955 : première affiche signée pour une marque de liqueur (Élixir d'Anvers). En 1957, il suit un stage à l'atelier de Donald Brun à Bâle (Suisse), il participe à l'exposition internationale L'affiche de  Toulouse-Lautrec à nos jours organisée par le baron Adelin van Ypersele  de Strihou au Palais des Beaux-Arts de Bruxelles. Le catalogue de l'exposition met en lumière les affiches d'artistes anciens et modernes tels que Mucha, Steinlen, Cappiello, Cassandre, Donald Brun, Paul Colin, Carlu, Villemot et Julian Key.  En 1962, il figure au Who's Who in Graphic Art (volume 1) édité chez Walter Amstutz à Zurich (Suisse). En 1963, il participe à l'exposition internationale Affiches de cinéma au ciné-club d'Anderlecht. 1966 : première affiche sans texte pour les cafés Chat noir. En 1966, il expose au Panel P Limburg lors de l'exposition De kunst van het weglaten op de affiche. En 1968, il participe comme invité à l'expositionVie du graphisme au Design Centre de Bruxelles.
En 1970, il reçoit le premier prix de l'affiche de l'Association internationale pour l'horticulture d'Helsinki (Finlande) pour son affiche Floralies gantoises 1970, participe à l'exposition L'affiche belge contemporaine au Centre Rogier à Bruxelles. En 1971, parallèlement à son activité de créateur publicitaire, il enseigne à la Sint-Lukas Hoger Instituut voor Beeldende Kunsten où il avait suivi des cours du soir. En 1973, il expose pour la première fois à titre individuel à la Galerie D à Bruxelles. Outre les travaux publicitaires, ses lithographies personnelles sont dévoilées au public. En 1974, il participe à l'exposition Kartoens in de beuk à Sint-Ulriks-Kapelle (Belgique) ; il participe à l'exposition pluridisciplinaire Kunst als kado in Westrand à Dilbeek (Belgique) ; il remporte le prix Humoristishe Gebuiksgrafiek avec sa sérigraphie Sex lors de la Wereld Kartoenale à Knokke-Heist (Belgique) ; il participe à la 29e exposition annuelle du Van Dijckkring à Zaventem ; il est promu chevalier de l'ordre de Léopold 2 ; il quitte Vanypevo-Troost pour devenir free-lance. En 1975, il participe à une exposition de groupe organisée par Nele & Tijl à St-Agatha-Berchem (Belgique) ; il expose ses sérigraphies personnelles à l'atelier des 4 saisons à Uccle ; il participe à l'exposition De l'image au graphisme au Musée d'Art Moderne de Bruxelles ; avec ses sérigraphies, il gagne la médaille d'or au grand prix de la presse et la médaille d'or au grand prix du public lors de l'exposition Art pour tous au Palais du Centenaire de Bruxelles. En 1976, il expose des sérigraphies et quelques affiches à la galerie de la Nouvelle Etuve à Liège. En 1978, il rejoint l'équipe de l'agence de publicité De Hollander & De Cort (Bruxelles). 
En 1980, dans le cadre de Europalia 80 - Belgique 150, il participe à l'exposition L'art de l'affiche en Belgique de 1900 à 1980 à la galerie de la CGER à Bruxelles. En 1981, exposition de groupe 3 x Kommunicatie 3 x Vrijheid au restaurant Den Botaniek à Bruxelles ; parution de la monographie Julian Key par Pierre Baudson, Ed. Lannoo (Tielt) ; il quitte l'agence de publicité De Hollander & De Cort (Bruxelles). En 1982, il est le sujet d'une conférence de Pierre Baudson et Luc Van Malderen à l’École nationale supérieure des arts visuels de La Cambre à Bruxelles ; il rejoint l'agence de publicité Trëma & Partners ; exposition à la Huis Van Ranst, siège de la Banque Paribas à Tirlemont (Belgique) à l'initiative de P. Lerno, directeur de Sint-Lukas Hoger Instituut van Brussel ; il expose aux Cliniques universitaires Saint-Luc à Bruxelles, où il est lui-même patient du service hémodialyse depuis 3 ans ; nommé dans le Who's Who in Graphic Art (volume 2) édité chez Walter Amstutz à Zurich (Suisse). En 1983, exposition de groupe à la galerie de Gouden Reaal à Anvers ; exposition personnelle à la galerie De Dry Molenijzers à Zaventem. En 1984, il donne une conférence autour de la création de deux timbres postaux 50e salon de l'auto et KMO à Zaventem ; exposition rétrospective Savignac - Julian Key au Centre Nicolas de Staël à Braine L'Alleud (Belgique) ; il lègue plus de cent cinquante affiches aux Musées des Beaux-Arts de Belgique (Bruxelles). Travaux aux musées d'Anvers, Bruxelles, Brno, Varsovie. En 1985, exposition individuelle Julian Key 40 ans de dessins, affiches et sérigraphies organisée par le Comité voor Kunstambachten van Brabant à Bruxelles ; il participe à l'exposition Un graphiste, pourquoi ? au Théâtre national de Belgique à Bruxelles. En 1986, exposition Rétrospective Julian Key organisée par Horas International dans le cadre du Designers Week End 86. En 1987, il participe à la rétrospective sur l'art graphique et l'architecture au Centre wallon d'art contemporain de Liège. En 1988, il participe à l'exposition Chats Beauté à la galerie Nuances à Bruxelles ; il participe à l'exposition Pub & Expo 58 à la Sheraton Advertising Gallery de Bruxelles ; il reçoit le Staatprijs van de Vlaamse Gemeenschap voor Beeldende kunst ; exposition Julian Key 40 années d'humour publicitaire à la Maison de la culture de Namur (Belgique).
En 1990, il devient membre d'honneur du Beroepsvereniging van Grafische Vormgevers (BGV). En 1991, participation au Festival der Grafische Kunsten à Kobegem (Belgique), organisé par la firme Haseldonckx ; il expose à la Sint-Lukas Galerij Brussel à l'initiative de la Sint-Lukasstichting, et cesse d'y exercer ses activités pédagogiques. En 1992, il expose à la Cultuurhoeve Mariadal à Zaventem. En 1993, il devient membre d'honneur  de l'International Trade Center. En 1994, exposition au Provinciaal Museeum à Leuven (Belgique) avec le photographe Jacques Weygaerts ; exposition individuelle à la 14e biennale internationale de la créativité dans l'habitat à Kortrijk (Belgique) sous l'égide de la fondation Interieur.  Plusieurs affiches sont exposées sous leur format original (20 m2) ; parution de The 100 Best Posters of the World (1945-1990) édité chez Toppan Printing Company Ltd au Japon où il est fait largement écho à son œuvre. En 1995, exposition de groupe au Cabinet d'art contemporain à Bruxelles ; conférence Hommage à Julian Key en présence de l'auteur à l’École de recherche graphique des instituts Saint-Luc à Bruxelles ; exposition Affiches à vue à la Maison de la Culture de Namur ; exposition de groupe au Cabinet d'Art contemporain à Bruxelles. 
Il décède le 1er novembre 1999 à son domicile à Zaventem. 

## Œuvre
Il a créé pour une marque de café belge, l'affiche Chat noir. C'est la première affiche sans texte, où l'image à la fois esthétique et empreinte d'un message univoque se suffit à elle-même. Ses pairs (Panel P[Quoi ?]) lui ont attribué de kunst van het weglaten (l'art de l'essentiel : l'art de se débarrasser du superflu, en ne conservant que l'essence auto-suffisante du message).

### Affiches
- 1955 : Élixir d'Anvers (première affiche signée pour une marque de liqueur).
- 1958 : Tabalux : 33 (affiche pour une marque de tabac convenant à la fois pour la pipe et la cigarette).
- 1958 : 50 ans d'art moderne / Palais International des Beaux-Arts 17 avril - 21 juillet 1958 (affiche pour une rétrospective dans le cadre de l'Exposition Universelle et Internationale de Bruxelles).
- 1964 : Simca (affiche pour une marque de voiture).
- 1964 : Pacha Cichorei (affiche pour la marque de chicorée Pacha. La tasse et le fumet ont été découpés dans les deux emballages (jaune et bleu) des paquets très anciens et très familiers des ménagères belges. Le fond est de couleur sépia).
- 1965 : Caisse hypothécaire anversoise / votre caisse d'épargne (affiche pour une caisse d'épargne).
- 1965 : 38e Foire Internationale Bruxelles 30 avril - 11 mai 1965 (affiche pour la Foire Internationale de Bruxelles).
- 1966 : Chat Noir (première affiche sans texte, longuement commentée par le Groupe µ).
- 1967 : 46e salon de l'automobile / Bruxelles 18-29 janvier 1967.
- 1969 : La Libre Belgique / Commencez la journée intelligemment.
- 1970 : Floralies gantoises 1970 (premier prix de l'affiche de l'Association Internationale pour l'Horticulture d'Helsinki (Finlande)).
- 1984 : Vélomoteur SOLEX dans chaque famille ! (lithographie sur papier)
- 19XX : Ravioli Buitoni : sauce italienne / La fine cuisine du pays du soleil (affiche pour des raviolis en conserve. Les volets rouges et verts sur fond blanc rappellent les couleurs nationales italiennes).

### Logos
- 1976 : logo pour le Salon du Bâtiment de Bruxelles (Batibouw).

## Prix obtenus
1954 - 3e prix du « Grand Concours d'art publicitaire » organisé par l'Agence Rossel